# Gun Shy
Gun Shy is een Amerikaanse film uit 2000 geregisseerd door Eric Blakeney. De hoofdrollen worden vertolkt door Liam Neeson en Oliver Platt.

## Verhaal
Charles Mayeaux (Liam Neeson) werkt voor de DEA in de Verenigde Staten. Tijdens zijn laatste opdracht wordt zijn partner vermoord en moet hij groeptherapie volgen. Charles krijgt ondertussen een nieuwe opdracht: hij moet de gangster Fulvio Nesstra (Oliver Platt) oppakken.

## Rolverdeling
| Acteur            | Personage                 |
| ----------------- | ------------------------- |
| Liam Neeson       | Charles 'Charlie' Mayeaux |
| Oliver Platt      | Fulvio Nesstra            |
| José Zúñiga       | Fidel Vaillar             |
| Michael DeLorenzo | Estuvio Clavo             |
| Andrew Lauer      | Jason Cane                |
| Richard Schiff    | Elliott                   |
| Paul Ben-Victor   | Howard                    |
| Gregg Daniel      | Jonathan                  |
| Ben Weber         | Mark                      |
| Sandra Bullock    | Judy Tipp                 |